# Patricia R. Bergquist
Patricia Rose Bergquist, född 10 mars 1933, död 9 september 2009, var en nyzeeländsk forskare som specialiserade sig på anatomi och taxonomi.  Hon var professor i zoologi och hedersprofessor i anatomi vid universitetet i Auckland. Bergquist avled av bröstcancer 2009.